# Tasov nad Veličkou
Tasov (deutsch Tassow, auch Tasau) ist eine Gemeinde in Tschechien. Sie liegt sieben Kilometer südöstlich von Veselí nad Moravou und gehört zum Okres Hodonín.

## Geographie

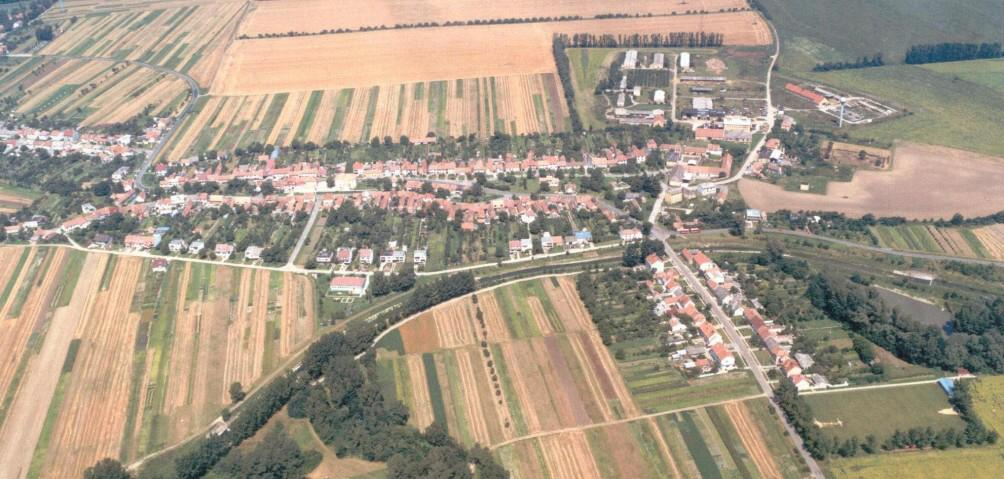
Luftaufnahme des Dorfes

Tasov erstreckt sich rechtsseitig des Flüsschens Velička entlang des Mlýnský náhon (Mühlbach) im Dolnomoravský úval (Südliches Marchbecken). Das Dorf befindet sich am nordwestlichen Fuße der Weißen Karpaten und liegt am Rande des Landschaftsschutzgebietes Bílé Karpaty. Nördlich erhebt sich der Radošov (244 m), im Nordosten die Nová hora (326 m), östlich die Dlouhá hora (375 m), im Südosten die Hájová (354 m) und der Vrchy (340 m) sowie südlich der Výzkum (439 m) und Dolní kopec. Nordöstlich von Tasov verläuft die Bahnstrecke Nové Mesto nad Váhom–Veselí nad Moravou, die nächste Station ist Lipov.
Nachbarorte sind Milokošť, Ostrožské Předměstí und Chylice im Norden, Blatnice pod Svatým Antonínkem und Louka im Nordosten, Lipov im Osten, Velká nad Veličkou und Hrubá Vrbka im Südosten, Malá Vrbka im Süden, Kněždub im Südwesten, Hroznová Lhota im Westen sowie Kozojídky, Zarazice und Veselí nad Moravou im Nordwesten.

## Geschichte
Die erste schriftliche Erwähnung von Tasov erfolgte 1217 in der Schenkungsurkunde des ungarischen Königs Andreas II. über die Gegend von Zaculcza an den Thomae, den Sohn des Neutraer Gaugrafen. Das Dorf lag am Ausgang eines Handelsweges von der mährischen Ebene nach Ungarn und wurde auf alten Karten als Porta Tasi bezeichnet. 1358 erwarb Ulman de Welka von Tass de Tasswitz und dessen Neffen Přibik erblich 16 Huben in Tasov, die er an sein Lehngut Welka anschloss. In der zweiten Hälfte des 14. Jahrhunderts kauften die Herren von Sternberg die Güter in Tasov und schlugen sie ihrer Herrschaft Veselí zu. 1447 verkaufte Zdenko von Sternberg Veselí mit allem Zubehör, darunter dem Dorf und dem Meierhof Tasov, an Mikuláš von Vojslavice. Nach dessen Tode führten zwischen 1480 und 1498 seine Söhne Mikuláš und Václav sowie deren Schwager Mikuláš von Zástřizl langwierige Fehden gegeneinander und gegen ihre Nachbarn Pertold von Leipa bzw. Johann d. Ä. von Zierotin auf Strážnice, Vratislav von Pernstein und Čeněk von Žeravice auf Bánov.
Im Jahre 1500 fiel die Herrschaft mangels direkter Nachkommen Jan Duchek von Bydžov zu, dem dessen Onkel Johann Filipec zu einer Nobilitierung mit dem Prädikat von Kunowitz verhalf. Jan von Kunowitz wurde zum Begründer der ausgedehnten Herrschaft Ostroh. Die Mährischen Brüder errichteten im 16. Jahrhundert in Tasov eine Kirche. Wegen seiner Beteiligung am Ständeaufstand von 1618 wurden die Besitzungen des Jan Bernhard von Kunowitz nach der Schlacht am Weißen Berg von Ferdinand II. konfisziert und 1625 an den kaiserlichen Gefolgsmann Gundaker von Liechtenstein verschenkt. Nach der Rekatholisierung wurde die Brüderkirche in Tasov 1654 geschleift und als Baumaterial zur Errichtung der katholischen Kirche in Hroznová Lhota verwendet. Im Jahre 1834 bestand Tasov aus 87 Häusern und hatte 533 Einwohner. Pfarr- und Schulort war Hroznová Lhota. Bis zur Mitte des 19. Jahrhunderts blieb Tasov immer nach Ostroh untertänig.
Nach der Ablösung der Patrimonialherrschaften bildete Tasov/Tassow ab 1850 eine Gemeinde in der Bezirkshauptmannschaft Göding und dem Gerichtsbezirk Strážnice. 1927 nahm die Bahnstrecke Myjava–Veselí nad Moravou den Betrieb auf. Zwischen 1949 und 1960 gehörte Tasov zum Okres Veselí nad Moravou und kam nach dessen Auflösung zum Okres Hodonín zurück. Seit 2001 führt die Gemeinde ein Wappen und Banner, das den Ortspatron St. Wenzel, den Stern der Herren von Sternberg sowie Weinreben zeigt. In Tasov findet seit 1991 jährlich im August das Musikfestival Beseda u bigbítu statt.

## Gemeindegliederung
Für die Gemeinde Tasov sind keine Ortsteile ausgewiesen.

## Sehenswürdigkeiten
- Kapelle des hl. Wenzel, erbaut 1928. Der Bau wurde von amerikanischen Auswanderern finanziert.
- Denkmalgeschütztes Bauerngehöft Nr. 52 mit bemaltem Žudro, erbaut im 18. Jahrhundert
- Landschaftsschutzgebiet CHKO Bílé Karpaty

## Persönlichkeiten

### Söhne und Töchter der Gemeinde
- Rozka Falešníková (1900–1983), Malerin und Volkskünstlerin

### In Tasov lebten und wirkten
- Antoš Frolka (1877–1935), der slowakische Maler lebte in Tasov und hatte hier sein Atelier